# Diederik van Veldhuyzen

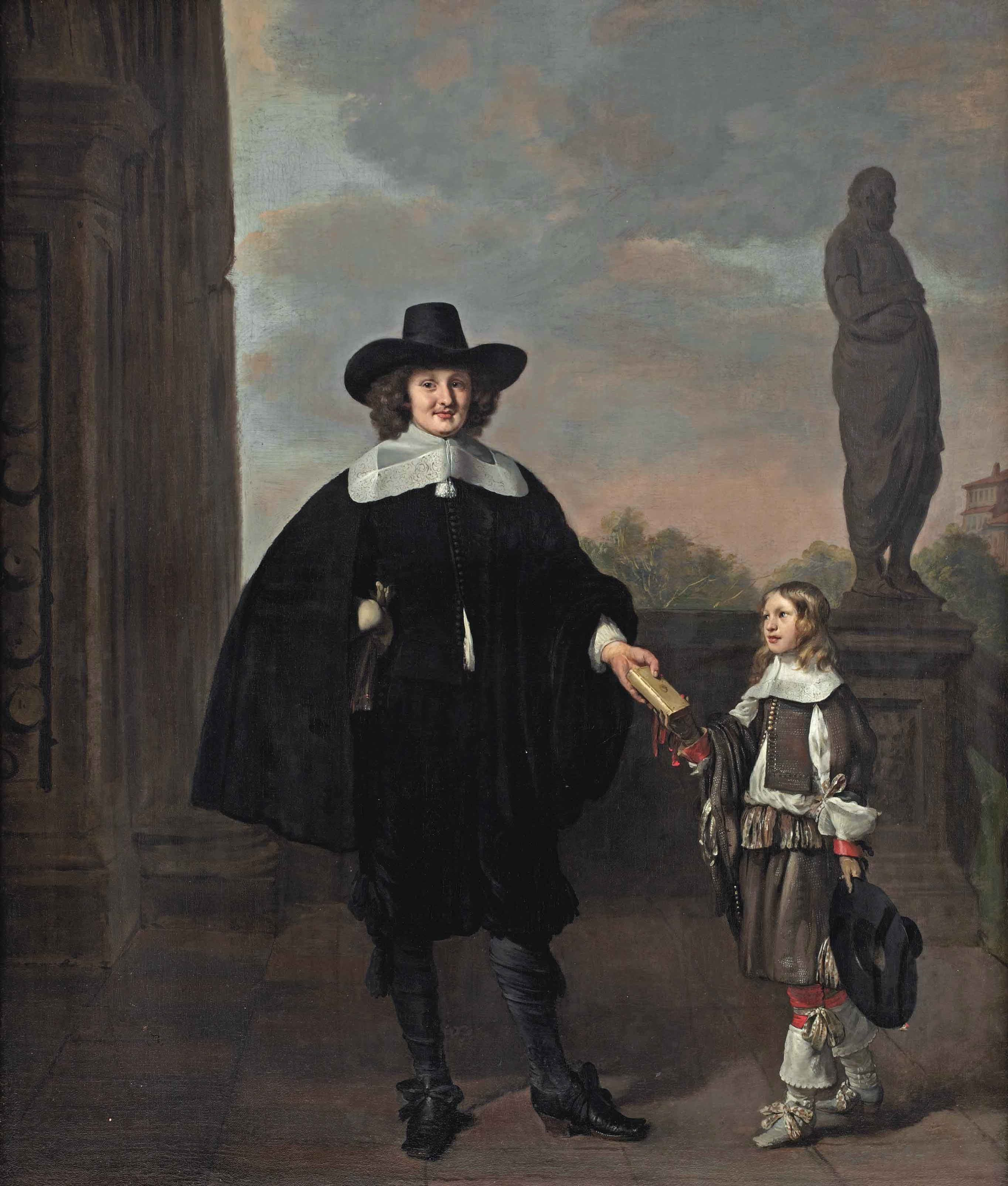
Frederick van Veldhuyzen met zoon Diederik

Diederik Theodorus (Dirk) van Veldhuyzen (december 1651 (gedoopt 18 december) - Utrecht, 20 juli 1716) was kanunnik en lid van de Staten van Utrecht, waarvan hij uiteindelijk president werd. Hij was de zoon van Frederick van Veldhuyzen en Johanna van Straten.
Hij trouwde in 1678 te Maarssen met Alida de Graeff dochter van Andries de Graeff die zeven keer burgemeester van Amsterdam was. Dit huwelijk was een verstandshuwelijk; het bleef kinderloos.

## Kasteel Heemstede

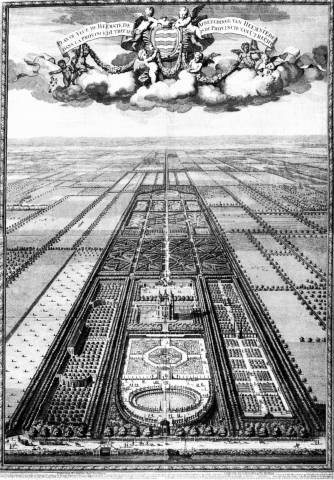
Kasteel Heemstede, met barokke tuinen

In het jaar 1680 kocht hij Kasteel Heemstede ten westen van het dorp Houten. Het kasteel werd opgeknapt, en omliggende gronden werden aangekocht. Vanaf ongeveer het jaar 1695 tot zijn overlijden in 1716 waren de tuinen van Heemstede een bezienswaardigheid voor de adel uit de wijde omgeving. De tuinen werden door schilders in beeld gebracht en dichters schreven erover.

## Carrière
Diederik van Veldhuyzen was raadsheer bij het Hof van Utrecht, lid van 'het hoogheemraad van den Lekdijk Bovendams' en gedeputeerde. In 1713 werd hij president van de Staten van Utrecht. In 1681 erfde hij de heerlijkheid Willescop van zijn grootvader Van Straten.
Hij liet geen kans onbenut om zijn vermogen te laten groeien. Toen op 11 juni 1707 zijn zwager Transisalanus Adolphus van Voorst tot Hagenvoorde van Bergentheim overleed, vocht hij de erfenis met succes aan. 
Diederik van Veldhuyzen overleed in 1716. Hij is begraven in de kerk van Houten. In deze kerk is een grafmonument voor hem opgericht, vervaardigd door beeldhouwer Jan Mast.